# Ética financiera
La ética financiera (también conocida como ética corporativa ) es una forma de ética aplicada o ética profesional, que examina los principios éticos y los problemas morales o éticos que pueden surgir en un entorno empresarial. Se aplica a todos los aspectos de la conducta empresarial y es relevante para la conducta de individuos y organizaciones enteras.  Esta ética se origina en individuos, declaraciones organizacionales o el sistema legal. Estas normas, valores, prácticas éticas y no éticas son los principios que guían una empresa.
La ética empresarial se refiere a los estándares, principios, conjuntos de valores y normas organizacionales contemporáneos que gobiernan las acciones y el comportamiento de un individuo en la organización empresarial. La ética empresarial tiene dos dimensiones, la ética empresarial normativa o la ética empresarial descriptiva. Como práctica corporativa y especialización profesional, el campo es principalmente normativo. Los académicos que intentan comprender el comportamiento empresarial emplean métodos descriptivos. La variedad y cantidad de cuestiones éticas empresariales refleja la interacción del comportamiento de maximización de beneficios con preocupaciones no económicas.
El diccionario de la Real Academia Española define la ética como “La parte de la filosofía que trata de la moral y de las obligaciones del hombre”. El agente financiero Abelardo González, dice que la ética en el comportamiento y acciones de los profesionistas de finanzas, es importante debido a que los errores y equivocaciones en el manejo de sus acciones profesionales, debido al mal comportamiento ético, acabaran con las carreras profesionales de los financieros y la credibilidad de los mismos, como de la empresa.
Un estudio realizado por estudiantes del área financiera de la UNAM, mencionó, que la ética tiene como prioridad fijar principios generales, que sirvan de guía de conducta para las personas, por lo que la ética del ejecutivo de finanzas es un elemento primordial para el desempeño de actividades. El no tener los adecuados valores en la economía ha generado las prácticas corruptas, causando grandes daños, que en ocasiones han afectado a nivel mundial.
Dicho estudio propone algunos valores con los cuales debería de contar el sector financiero, para que el desarrollo de sus actividades sean efectuadas dentro de un marco de legalidad y responsabilidad. 
Dichos valores son:
- Equidad: imparcialidad y trato justo entre Asociados, clientes y socios, deberán contar con las mismas oportunidades y en las mismas circunstancias. Tratar bien a tus compañeros de trabajo o escuela, sin importa su condición social, preferencia sexual, género, entre otras cosas.

- Compromiso: Es el crecimiento de los clientes y socios, con la relación del mejoramiento de su calidad de vida, cumpliendo cada quien a su palabra dada. Por ejemplo: Cumplir con lo estipulado verbalmente, sin necesidad de estar por escrito para que sea cumplido. Serás honesto y discreto con los asuntos contables de cada uno de tus clientes.

- Eficacia: las operaciones deben de ser eficaces, lograr el objetivo de otorgar servicios profesionales con calidad y con un buen nivel de satisfacción en el sector del servicio brindado. Tomar las decisiones correctas, para lograr el plan de la empresa, sin depender solo del “jefe”.

- Eficiencia: con una correcta y austera gestión de recursos ideales en las operaciones, brindando servicios adecuados, con calidad y a un mayor número de personas. Hacer todo lo necesario para obtener el objetivo de la empresa, dentro de los medios correctos.

- Transparencia: todas las acciones efectuadas por la empresa deben tenerla, como sustento de la verdad para que las operaciones sean visto en forma clara, evidente, evitando las operaciones falta de honestidad. Todas las partidas contables, deben de tener las acciones reales de las operaciones, no alterar números, maquillar estados financieros, porque en el momento que sean descubiertos, la empresa y el financiero pierden credibilidad.

Tomando en cuenta que el principal valor que deberían tener  las personas involucradas es la honradez, acompañada de imparcialidad, profesionalismos, diligencia, lealtad, transparencia, confidencialidad, equidad y trato justo. Son los principios de Ética del Ejecutivo Financiero, con la finalidad de generar conductas que reflejen buenos hábitos y virtudes.